# توموکی موراماتسو
توموکی موراماتسو (انگلیسی: Tomoki Muramatsu؛ زادهٔ ۱۰ ژوئیهٔ ۱۹۹۰) بازیکن فوتبال اهل ژاپن است.